# 국제 수로 기구

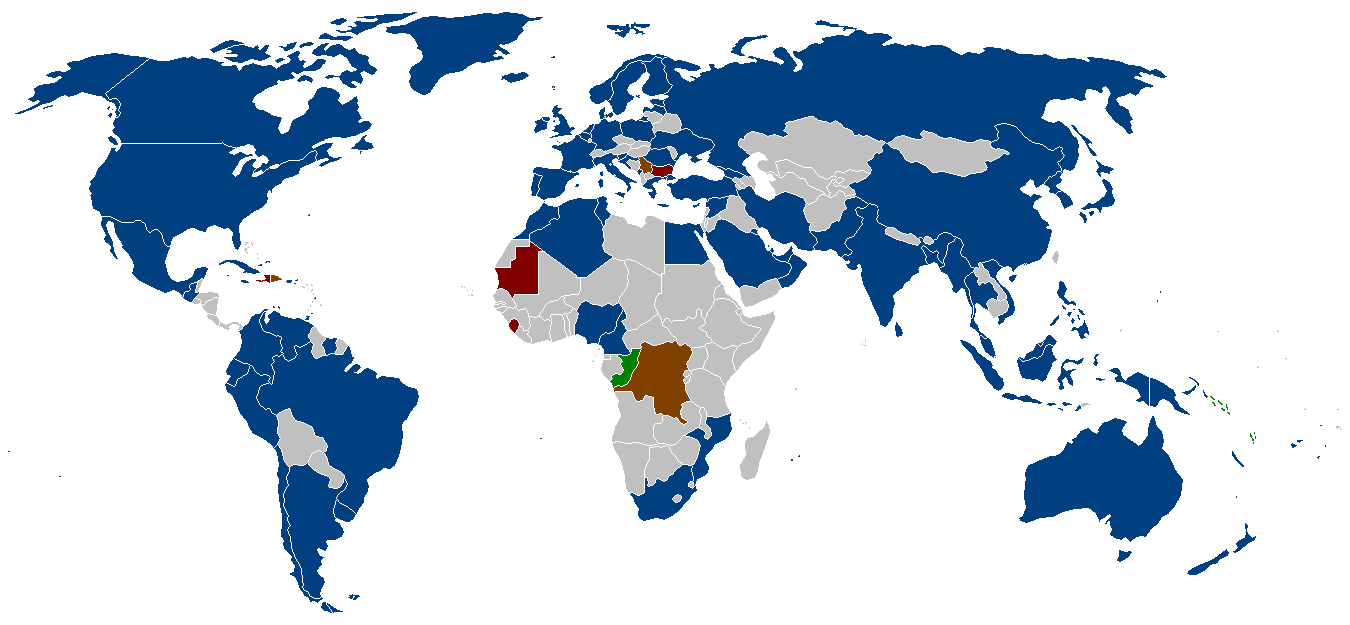
국제 수로 기구 회원국

국제 수로 기구(國際水路機構, International Hydrographic Organization, IHO)는 1967년에 모나코에서 열린 9차 국제수로회의에서 채택된 협약에 의거하여 1970년에 출범하였다. 1921년에 설립된 국제수로국(International Hydrographic Bureau, IHB)이 국제 수로 기구의 전신이다. 항해의 안전을 위해 해도에 관한 부호와 약자의 국제적인 통일, 국제공동조사, 측량 및 해양 관측 기술 개발을 하고 있다. 국제수로기구(IHO) 총회는 5년마다 모나코에서 열린다.
세계의 바다 명칭을 결정하는 준거로 사용되는 《해양과 바다의 경계》(Limits of Oceans and Seas)라는 해도집을 발간하고 있다. 현재 회원국은 76개국이며 대한민국은 전신인 국제수로국 시절이던 1957년에 가입했고, 조선민주주의인민공화국은 1989년에 회원국으로 가입했다.
2020년 11월 17일 국제수로기구는 새표준 해도에 '동해'나 '일본해' 같은 이름 대신 고유 식별 번호를 부여하는 방식을 도입하기로 했다.

## 회원국
다음 국가는 IHO 회원국이다.
| - 알제리 - 아르헨티나 - 호주 - 바레인 - 방글라데시 - 벨기에 - 브라질 - 캐나다 - 칠레 - 중국 - 콜롬비아 - 콩고 민주 공화국 (보류) - 크로아티아 - 쿠바 - 키프로스 - 덴마크 - 도미니카 공화국 (보류) - 에콰도르 - 이집트 - 에스토니아 - 피지 - 핀란드 - 프랑스 - 독일 - 그리스 - 과테말라 - 아이슬란드 | - 인도 - 인도네시아 - 이란 - 아일랜드 - 이탈리아 - 자메이카 - 일본 - 조선민주주의인민공화국 - 한국 - 쿠웨이트 - 라트비아 - 말레이시아 - 모리셔스 - 멕시코 - 모나코 - 모로코 - 모잠비크 - 미얀마 - 네덜란드 - 뉴질랜드 - 나이지리아 - 노르웨이 - 오만 - 파키스탄 - 파푸아뉴기니 - 페루 - 필리핀 | - 폴란드 - 포르투갈 - 카타르 - 루마니아 - 러시아 연방 - 사우디아라비아 - 세르비아 - 싱가포르 - 슬로베니아 - 남아프리카 공화국 - 스페인 - 스리랑카 - 수리남 - 스웨덴 - 시리아 아랍 공화국 - 태국 - 통가 - 트리니다드 토바고 - 튀니지 - 터키 - 우크라이나 - 아랍에미리트 - 영국 - 우루과이 - 미국 (NOAA, CNMOC, NGA) - 베네수엘라 |

## 같이 보기
- 국제해사기구
- 동해의 이름에 대한 논쟁